# Henry Thornton
Henry Thornton (* 10. März 1760 in Clapham bei London; † 16. Januar 1815 ebenda) war ein britischer Ökonom, Bankier, Philanthrop und Abgeordneter (Member of Parliament). Als Autor der Schrift An Enquiry into the Nature and Effects of the Paper Credit of Great Britain (1802), als Mitglied und Berichterstatter eines Parlamentsausschusses (1810) und als Redner im House of Commons (1811) nahm er Einfluss auf die Bullionist Controversy, eine Reihe von Debatten über Geldtheorie und Geldpolitik, die in den Jahren 1797–1821 stattfand.

## Leben
Henry Thornton war ein Sohn von John Thornton (1720–1790), einem durch Nord- und Ostseehandel reich gewordenen Kaufmann, der auch als führender Vertreter des britischen Evangelikalismus hervortrat. Thorntons Großvater war der Kaufmann Robert Thornton (1692–1742), der unter anderem als Direktor der Bank of England gewirkt hatte. Godfrey Thornton, ein väterlicher Cousin, war Inhaber eines Zählhauses und bekleidete in den Jahren 1793–1795 das Amt des Gouverneurs der Bank of England. Später, in den Jahren 1799–1801, hatte Henrys älterer Bruder, Samuel Thornton (1754–1838), dieses Amt inne.
Nach der Schulausbildung wurde Henry Thornton im Jahr 1778 Angestellter im Zählhaus von Godfrey Thornton, eine Weile danach Mitarbeiter und später Partner in der väterlichen Handelsfirma. 1784 trat er in das Bankhaus Down & Free ein, später wurde er Partner des Hauses, das fortan den Namen Down, Thornton & Free führte und unter seiner Leitung zu einer führenden Bank Londons avancierte. Er selbst kam so zu beträchtlichem Vermögen, das ihn in die Lage versetzte, bestimmte soziale und politische Anliegen großzügig zu fördern. Sozialreformerisch engagierte er sich neben William Wilberforce als einflussreiches Mitglied der Clapham Saints, einer evangelikalen Gruppe innerhalb der Church of England, die für eine Abschaffung der Sklaverei und des Sklavenhandels sowie für eine Reform des Strafvollzugssystems eintrat. Als überzeugter Abolitionist und Evangelist unterstützte er die Sierra Leone Company und die Church Mission Society.
1796 heiratete Henry Thornton Marianne Sykes (1765–1815), Tochter von Joseph Sykes, einem Kaufmann aus Hull. Als erstes ihrer Kinder wurde 1797 Marianne Thornton geboren, eine später zu den Blaustümpfen gezählte, intellektuell auftretende Frau, die sich als Mitglied der Clapham Saints für die Abschaffung der Sklaverei einsetzte. Infolge des Tods ihrer Eltern kamen sie und ihre Geschwister in den Haushalt des britischen Politikers Robert Inglis.
Im September 1782 ließ sich Henry Thornton im Londoner Wahlkreis Southwark in das House of Commons wählen. Dort war er bis zu seinem Tod ein unabhängiger, kaum durch Redebeiträge hervortretender Abgeordneter. Von einer Legislaturperiode zur nächsten verschlechterten sich im 19. Jahrhundert seine Wahlergebnisse, jedoch gelang es ihm noch bis zuletzt (1812), den Parlamentssitz zu erringen. 1783 stimmte er mit den Anhängern von William Pitt dem Jüngeren für die Anerkennung der Unabhängigkeit der Vereinigten Staaten. Er betätigte sich in verschiedenen Parlamentsausschüssen, insbesondere als Schatzmeister für einen 1795 eingerichteten Ausschuss, der sich darum kümmerte, dass Cheap Repository Tracts, loyalistische, moralische und christliche Erzählungen von Hannah More, unters Volk gebracht wurden. Weiteren Ausschüssen gehörte er an, etwa den Komitees zur Untersuchung der Staatsverschuldung (1798), der irischen Währungskrise (1804), verschiedener Zweige der Staatsausgaben (1807), von Krediten der Regierung Spencer Perceval (1810) und des britischen Getreidehandels (1813).
Besondere historische Relevanz hatte seine Mitarbeit im Bullion Committee des britischen Parlaments (1810), das unter dem Vorsitz von Francis Horner (1778–1817) den Goldpreis, die Wechselkurse und den Zustand der britischen Währung, des Pfund Sterling, prüfte. Der Untersuchungsbericht des Bullion Committee wurde 1810 maßgeblich von Thornton mitverfasst. Am 7. Mai 1811 berichtete Thornton in einer Rede dem House of Commons von der Arbeit dieses Ausschusses. Er sprach sich für die Wiederaufnahme von Goldauszahlungen gegen Banknoten und Hinterlegungen aus, also für die Goldkonvertibilität und gegen den Bullionismus. Die Auszahlungen von „Bullions“ waren 1797 durch den Bank Restriction Act suspendiert worden. Die Empfehlung war Gegenstand einer öffentlichen Auseinandersetzung, der Bullionist Controversy, und stieß seinerzeit auf wenig Gegenliebe. Erst 1821 wurde ihr entsprochen. Die Zeit von 1797 bis 1815 ging als Bank Restriction Period in die britische Finanzgeschichte ein.
Wegen der Koalitionskriege waren die Jahre 1797–1810 eine Zeit großer Herausforderungen für das britische Banken- und Finanzsystem. Am 22. Februar 1797 hatte die Landung französischer Truppen in Fishguard, Wales, eine Panikwelle unter der Bevölkerung und einen Bankansturm ausgelöst. Die Öffentlichkeit verlangte Goldmünzen statt des als wertlos erachteten Papiergeldes. Die Währungskrise des Jahres 1797 veranlasste Thornton zu theoretischen Überlegungen, die er 1802 in der Schrift An Enquiry into the Nature and Effects of the Paper Credit of Great Britain veröffentlichte. Diese Arbeit versuchte, „populäre Irrtümer“ über den Wirkungszusammenhang zwischen Gold, Papiergeld und Lebensmittelpreisen aufzudecken, hinterfragte die vorherrschende Real-Bills-Doktrin und wandte sich indirekt gegen den Bullionismus, dessen Anliegen es war, durch Restriktion des Goldhandels die Goldbestände im Land zu halten. Seine Arbeit untersuchte zunächst die Schäden, die durch Geldmangel und Kreditklemme in einer Deflationsspirale verursacht wurden, und diskutierte das Phänomen der Umlaufgeschwindigkeit des Geldes. In seiner Betrachtung von Deflation und Inflation kam er zu dem Schluss, dass Deflation stets schädlich sei, während kurzzeitige Inflation die Wirtschaft immerhin anrege, sie als dauerhaftes Phänomen aber ebenfalls schädlich sei. In seiner Arbeit erklärte er auch das damalige Geldsystem der Bank of England und ihre Funktionen als Zentralbank und Kreditgeber letzter Instanz sowie Wechselwirkungen zwischen Volkswirtschaften und Geldsystemen, die durch Papiergeld und Gold hervorgerufen wurden. Als einer der ersten Zentralbanktheoretiker schrieb er der Bank of England wichtige gesamtwirtschaftliche Aufgaben zu. Entschieden trat er für ihre Unabhängigkeit von der Regierung ein.
Thorntons Schrift wurde in Teilen als Kritik an bzw. als Fortentwicklung von Theorien des Nationalökonomen Adam Smith aufgefasst und schuf eine Grundlage für spätere Arbeiten der Klassischen Nationalökonomie, der Neoklassischen Theorie und der Österreichischen Schule. Im Urteil von Friedrich August von Hayek eröffnete sie eine neue Epoche der Geldtheorie.

## Schriften

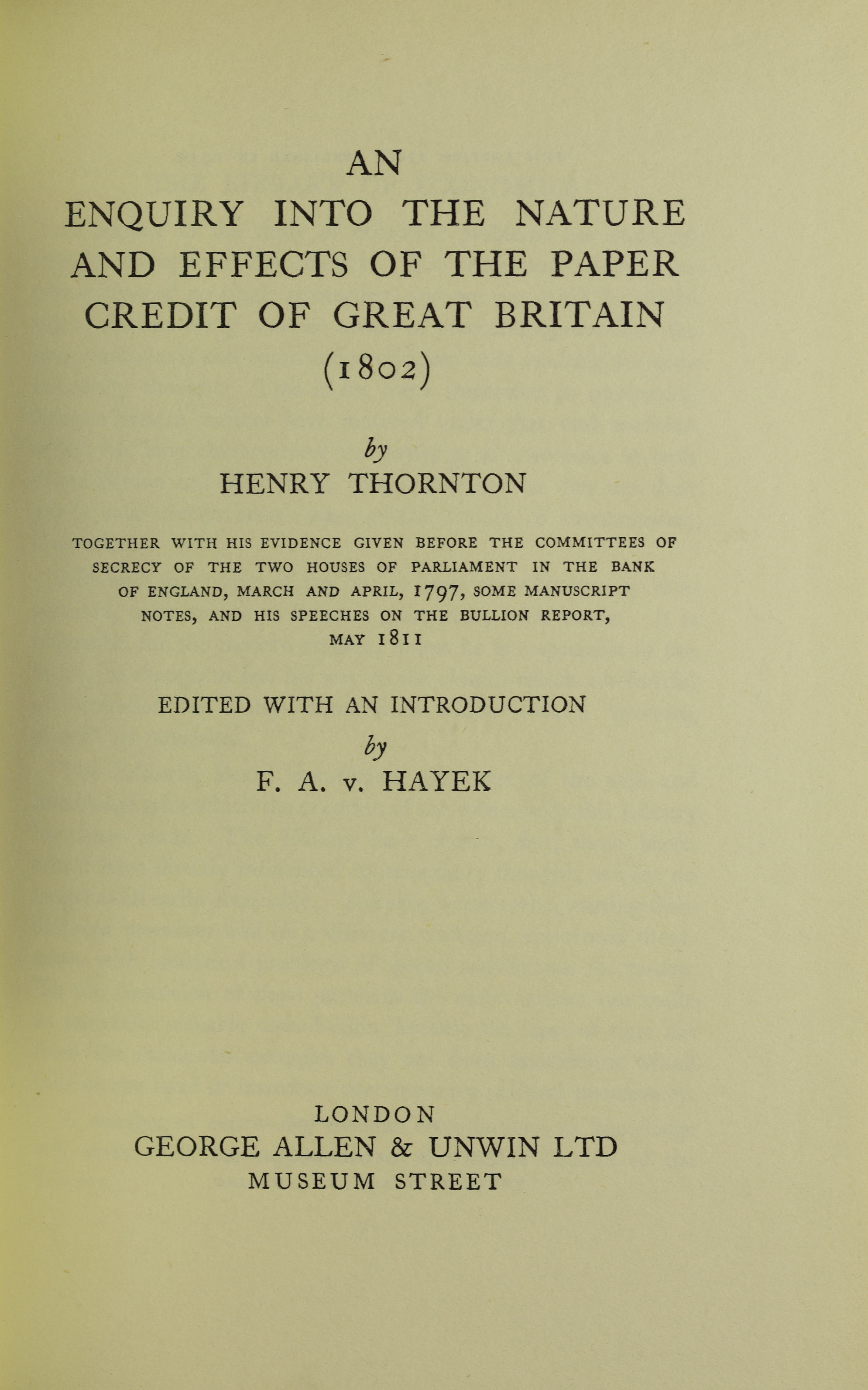
Titelblatt der Neuauflage 1939

- An Enquiry into the Nature and Effects of the Paper Credit of Great Britain. 1802 (Neuauflage 1939 mit einer Einführung von Friedrich August von Hayek, PDF).
- Der Papier-Credit von Großbritannien. Nach seiner Natur und seinen Wirkungen untersucht von Heinrich Thornton. Esqu. M.P. Aus dem Englischen übersetzt von Ludwig Heinrich Jakob, Ruffsche Verlagshandlung, Halle 1803 (Digitalisat).
- mit Francis Horner und William Huskisson: Report of the Bullion Committee. 1810.